# Touchdown

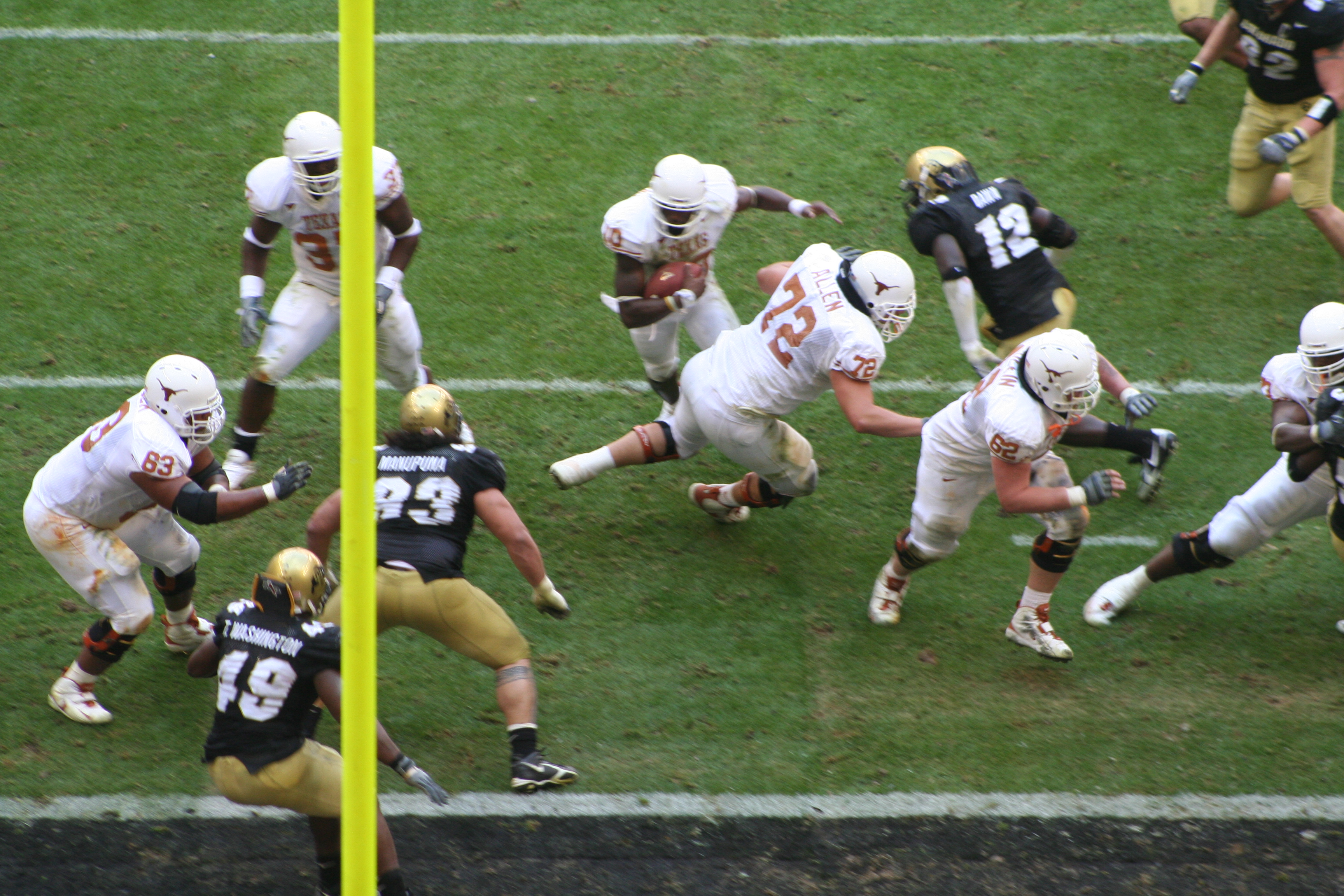
El quarterback de los Texas Longhorns, Vince Young (arriba, al centro de la foto, actual jugador de los Tennessee Titans), lleva el balón para un touchdown contra Colorado en el partido de campeonato de la Conferencia de los 12 Grandes en el fútbol americano. La línea vertical amarilla es parte del poste.

Un touchdown o ensayo es la forma básica de anotación en el fútbol americano y canadiense, donde el jugador que lleva el balón cruza el plano de la zona de anotación o cuando un receptor captura un pase dentro de esa zona. Un touchdown otorga 6 puntos y la oportunidad de un punto extra o una conversión de dos puntos. 
La carrera más larga para realizar un touchdown de la historia ocurrió el 4 de noviembre de 2007, en un partido que enfrentó a los San Diego Chargers y los Minnesota Vikings. El pateador Ryan Longwell intentó un gol de campo de 58 yardas, el cual se quedó corto y fue capturado por el esquinero Antonio Cromartie, 9 yardas dentro de la zona de anotación. Después corrió para realizar un ensayo de 109,88 yardas, solo una yarda más que el récord anterior.
El ensayo en fútbol americano es similar al que se realiza en el rugby (al que se denomina try en inglés), con la diferencia de que en este último el balón debe tocar el terreno, lo cual fue eliminado del reglamento del fútbol americano.
- Datos: Q650807
- Multimedia: Touchdowns / Q650807